# Blauwe zwaluw
De blauwe zwaluw (Hirundo atrocaerulea) is een zwaluw uit het geslacht Hirundo.
Het is een kwetsbare vogelsoort in het zuidoosten en midden van Afrika.

## Kenmerken
De vogel is (inclusief staart) 18 tot 25 cm lang. Het is een kleine zwaluw met zeer lange buitenste staartpennen. De vogel lijkt op afstand zwart, maar is feitelijk metaalkleurig donkerblauw. Onvolwassen vogels en vrouwtjes hebben een kortere staart.

## Verspreiding en leefgebied
Deze soort komt voor in oostelijk Zuid-Afrika en westelijk Swaziland, noordelijk naar Kenia en Zuid-Oeganda. Het leefgebied bestaat uit natuurlijke, natte, zacht golvende graslanden die liggen in berggebieden met relatief veel neerslag.

## Status
De blauwe zwaluw komt voor in een landschapstype dat sterk verandert door uitbreiding van menselijke nederzettingen, ontbossing, intensieve begrazing en de introductie van uitheemse boomsoorten en varens. De populatiegrootte werd in 2022 door BirdLife International geschat op 1500 tot 3000 volwassen individuen. Deze soort staat daarom als kwetsbaar (voor uitsterven)  op de Rode Lijst van de IUCN.